# 독일 제국의 국가
독일 제국 (프로이센 왕국)의 국가는 <Heil dir im Siegerkranz(그대에게 승리의 왕관을)>이며 1871년부터 1918년까지 사용된 독일의 국가이다. 하인리히 해리어즈(1762 ~ 1802)가 1790년에 작사하였고 선율은 영국의 국가와는 장조가 다를 뿐, 나머지는 똑같다.

## 가사
1절
Heil dir im Siegerkranz,
Herrscher des Vaterlands!
Heil, Kaiser, dir!
Fühl in des Thrones Glanz
Die hohe Wonne ganz,
Liebling des Volks zu sein!
Heil Kaiser, dir!
2절
Nicht Roß und Reisige
Sichern die steile Höh',
Wo Fürsten steh'n:
Liebe des Vaterlands,
Liebe des freien Manns
Gründen den Herrscher Thron
Wie Fels im Meer.
3절
Heilige Flamme, glüh',
Glüh' und erlösche nie
Fürs Vaterland!
Wir alle stehen dann
Mutig für einen Mann,
Kämpfen und bluten gern
Für Thron und Reich!
4절
Handel und Wissenschaft
Heben mit Mut und Kraft
Ihr Haupt empor!
Krieger- und Heldentat
Finden ihr Lorbeerblatt
Treu aufgehoben dort,
An deinem Thron!
5절
Dauernder stets zu blüh'n
Weh' unsre Flagge kühn
Auf hoher See!
Ha, wie so stolz und hehr
Wirft über Land und Meer
Weithin der deutsche Aar
Flammenden Blick.
6절
Sei, Kaiser Wilhelm, hier
Lang' deines Volkes Zier,
Der Menschheit Stolz!
Fühl' in des Thrones Glanz,
Die hohe Wonne ganz,
Liebling des Volkes zu sein!
Heil, Kaiser, dir!

## 가사 번역
1절
그대에게 승리의 왕관을
조국의 지도자여
만세, 황제, 만세!
왕좌의 영광에서 느껴라
매우 큰 기쁨,
민족의 사랑이라!
만세, 황제, 만세!
2절
말이 아니라, 기병이 아니라
가파른 고지를 지켜라
국왕이 서있는 곳
조국의 사랑
자유인의 사랑
지배자는 왕좌를 세운다
바다의 바위같이
3절
성스러운 불꽃이여, 빛나라
빛나고 결코 꺼지지 말라
조국을 위하여!
우리는 모두 여기 섰다.
한 사람을 위해 용감하게
싸우고 기꺼이 피흘리며
왕좌와 제국을 위해
4절
상업과 학문
용기와 힘을 갖고 일으키라
그들의 머리를 들어라
전사와 영웅의 행위
그들의 월계수 잎을 찾는다
진실로 그곳에서 일어나
너의 왕좌에서
5절
지속적으로 항상 피어나리
우리 깃발이 용감하게 나부끼고
먼 바다 위에서!
그처럼 자랑스럽고 거룩하게
육지와 바다 건너 던져라
더 멀리 독일의 독수리여
불타는 눈빛을
6절
있으라, 빌헬름 황제여, 여기에
영원하라 너의 민족의 영광이여
인류의 자랑이여!
왕좌의 영광에서 느껴라
매우 큰 기쁨,
민족의 사랑이라!
만세, 황제, 만세